# Ismael Saibari
Ismael Saibari Ben El Basra (arabisch إسماعيل صيباري; * 28. Januar 2001 in Terrassa, Spanien) ist ein marokkanisch-belgischer Fußballspieler.

## Karriere

### Verein
Aus der Jugend von RSC Anderlecht kommend, wechselte er im Sommer 2019 in die U19 des KRC Genk, von wo er nach deren U21 Mitte 2020 weiter in die Zweite Mannschaft von PSV Eindhoven wechselte. Bereits im November 2020 hatte er schon sein Debüt in der Eredivisie, wenngleich er auch nur kurz vor Schluss bei einem 4:0-Sieg über ADO Den Haag eingewechselt wurde. Nach einiger Zeit mit der Reserve in der Zweiten Liga, in der er auch mehrere Verletzungen erlitten hatte, ging es für ihn ab der Spielzeit 2022/23 wieder mit Einsätzen für die erste Mannschaft weiter. Aber auch hier blieb er nicht von Verletzungen verschont und fehlte somit nicht nur einmal über mehrere Wochen.
Dies verbesserte sich aber mit der Saison 2023/24; hier schaffte er mit seinem Team die Qualifikation für die Champions League 2023/24 und gehört auch bei der Hauptphase des Wettbewerbs fest zum Aufgebot von PSV, wodurch er hier in bislang jedem Spiel Einsatzzeit bekam.

### Nationalmannschaft
Im März 2023 wurde er erstmals von Marokko für deren U23 berufen. Nach einiger Freundschaftsspiele trat er mit dieser dann beim Afrika-Cup 2023 an, wo er in der Gruppenphase auch ein Tor erzielte und so inklusive seiner zwei Vorlagen seiner Mannschaft half den Titel zu gewinnen. Damit erreichte er mit seinem Team auch die Qualifikation für das Olympiaturnier 2024.
Kurz darauf wurde er dann auch erstmals für die A-Nationalmannschaft berufen und kam hier am 12. September 2023 bei einem 1:0-Freundschaftsspielsieg über Burkina Faso zu seinem Debüt, wo er in der 67. Minute für Selim Amallah eingewechselt wurde. Nach einem weiteren Freundschaftsspieleinsatz sowie einem Spiel der Qualifikation für die Weltmeisterschaft 2026 und davor bei der Qualifikation für den Afrika-Cup 2024, gehörte er auch mit zum Kader beim Afrika-Cup 2024. Hier bekam er im letzten Gruppenspiel, einem 1:0-Sieg über Sambia mit einem Kurzeinsatz zu seinem Turnier-Debüt. Auch im Achtelfinale kam er zum Einsatz, in welchem seine Mannschaft am Ende mit 0:2 gegen Südafrika unterlag.

## Erfolge
- Niederländischer Pokalsieger: 2022, 2023
- Niederländischer Meister: 2024
- Niederländischer Superpokalsieger: 2022, 2023